# Marcel Paeschen
Marcel Paeschen est un footballeur belge né le 30 avril 1937 à Ougrée (Belgique) et mort le 31 mars 2002 à Liège (Belgique).

## Biographie
Évoluant comme attaquant au Standard de Liège, Marcel Paeschen joue son premier match en équipe première le 24 octobre 1954 à l'âge de 17 ans. Il marque 64 buts en 228 matchs de championnat et remporte le championnat de Belgique en 1958, 1961 et 1963. 
Il a également fait partie des Diables Rouges : il inscrit 4 buts en 16 matchs joués avec l'équipe belge de 1957 à 1961.

## Palmarès
- International belge A de 1957 à 1964 (16 sélections et 4 buts marqués)
- Première sélection : le 8 décembre 1957, Turquie-Belgique, 1-1
- Champion de Belgique en 1958, 1961 et 1963  avec le Standard de Liège
- Vice-champion de Belgique en 1962 avec le Standard de Liège
- Vainqueur de la Coupe de Belgique en 1965 avec le Standard de Liège